# Ganisa postica
Ganisa postica is een vlinder uit de familie van de Eupterotidae. De wetenschappelijke naam van de soort is voor het eerst geldig gepubliceerd in 1855 door Walker.